# Rennellklauwiermonarch
De Rennellklauwiermonarch (Clytorhynchus hamlini) is een zangvogel uit de familie Monarchidae (Monarchen). Deze vogel is genoemd naar de Amerikaanse verzamelaar Hannibal Hamlin (1904-1982).

## Verspreiding en leefgebied
Deze soort is endemisch op het eiland Rennell in de Salomonseilanden.

## Status
De grootte van de populatie is in 2019 geschat op 5000-6000 volwassen vogels. Het verspreidingsgebied is klein en de aantallen nemen af door habitatverlies. Op de Rode lijst van de IUCN heeft deze soort daarom de status gevoelig.